# Фёдоров, Пётр Петрович
Пётр Петро́вич Фёдоров (род. 21 апреля 1982, Москва, СССР) — российский актёр театра, кино, телевидения, озвучивания и дубляжа, кинорежиссёр, сценарист, кинопродюсер, кинокомпозитор и монтажёр.

## Биография
Пётр Петрович Фёдоров родился 21 апреля 1982 года в Москве, в актёрской семье.
Отец — Пётр Евгеньевич Фёдоров (1959—1999), советский и российский актёр театра и кино, искусствовед и телеведущий (скончался от рака в возрасте 39 лет). Дед — Евгений Евгеньевич Фёдоров (1924—2020), советский и российский театральный актёр, заслуженный артист РСФСР (1976). Родные младшие сёстры — Мария (род. 1988) и Елена (род. 1995). Есть единокровный брат.
Всё своё детство Пётр Фёдоров-младший провёл на Алтае в Уймонской долине. Увлекался рисованием и хотел стать художником. В восьмом классе переехал с семьёй обратно в Москву. В 1997 году, получив неполное среднее образование, поступил в Московское театральное художественно-техническое училище (МТХТУ), по окончании которого планировал поступать в МГХПУ имени С. Г. Строганова, но после смерти отца изменил своё решение и покинул училище после второго курса обучения.
В 1999 году поступил на актёрский факультет Высшего театрального училища имени Бориса Щукина (художественный руководитель курса — Родион Юрьевич Овчинников). В 2003 году окончил это училище, переименованное к тому времени в Театральный институт имени Бориса Щукина. Сыграл студента Беляева в дипломном спектакле «Прекрасные люди» по пьесе Ивана Сергеевича Тургенева, где также сыграли актёры Григорий Антипенко и Ольга Ломоносова. В сентябре 2003 года спектакль «Прекрасные люди» получил приз газеты «Московский комсомолец» как лучший спектакль сезона в номинации «Начинающие».
После окончания театрального института Пётр Фёдоров-младший работал в Московском драматическом театре имени К. С. Станиславского.
Первой главной ролью в кино стала роль Лёньки в художественном фильме Леонида Марягина «101 километр» (2001). Также актёр сыграл в таких фильмах, как «Сматывай удочки» (2004), «Мужской сезон. Бархатная революция» (2005) и «Неуправляемый занос» (2005). Широкую популярность Петру Фёдорову-младшему принесла роль Данилы в молодёжном телесериале «Клуб» (2006). После третьего сезона Пётр покинул проект и начал подготовку к съёмкам в фантастическом художественном фильме Фёдора Бондарчука «Обитаемый остров» (2008). Съёмки картины проходили в течение десяти месяцев (с 14 февраля по 7 декабря 2007 года).
В апреле 2008 года начались съёмки одного из самых важных проектов для Петра — российского псевдодокументального фильма-драмы режиссёра Павла Бардина «Россия 88» — о молодёжной субкультуре НС-скинхедов. Фильм повествует о неонацистской группировке «Россия 88», которая снимает агитационные ролики избиений с последующей публикацией их в Интернете. Фильм получил множество наград: специальный приз «Событие года» на Национальной премии кинокритики и кинопрессы «Белый слон» и специальный приз жюри и приз Гильдии киноведов и кинокритиков на фестивале «Дух огня». Хорошо прошла и премьера фильма «Россия 88» на Berlinale 2009 в рамках программы «Panorama».
Летом 2008 года Пётр Фёдоров-младший принял участие в съёмках фильма «Фобос. Клуб страха», который снимался в Эстонии. По словам актёра, фильм помог ему найти родственников в Таллине. В 2009 году прошли съёмки ещё одного авторского проекта — «Гоп-стоп». Это фильм о гопниках, криминальная история на злобу дня с элементами абсурда, навеянная классическими народными эпосами.
В 2009 году Петра пригласили сыграть главную роль — вундеркинда Антона в фильме «ПираМММида».
В 2010 году Пётр был утверждён на роль молодого кадета Антона Баткина в американском фильме «Фантом», режиссёром которого выступил Крис Горак. В том же году в Одессе проходили съёмки мини-сериала «Охотники за бриллиантами». Летом 2011 года Пётр снялся в фильме «Беглецы» по мотивам повести Глеба Пакулова «Ведьмин ключ», где его партнёршей выступила российская актриса театра и кино Елизавета Боярская.
С 2011 года Пётр Фёдоров-младший играл в инди-группе Race to Space.
Одна из ярких главных ролей актёра — в телесериале "Город" 2015 и его сиквеле «Гурзуф» 2018, где в роли начальника милиции города Гурзуфа Родиона Стоцкого  П.Фёдоров стал героем для подражания, как Давид Гоцман и Глеб Жеглов из культовых телесериалов.
В 2020 году вышел фильм Егора Баранова «Аванпост», где Фёдоров исполнил одну из главных ролей. В телесериале «Перевал Дятлова», вышедшем на телеканале «ТНТ» в ноябре 2020 года, он сыграл главную роль — майора КГБ Олега Костина.
Осенью 2023 года дебютировал в качестве автора сценария и режиссёра телесериала «Ласт квест».

## Фильмография

### Актёр
| Год  | Название фильма                                          | Персонаж                                                   | Режиссёр(ы)                                                                                  |
| ---- | -------------------------------------------------------- | ---------------------------------------------------------- | -------------------------------------------------------------------------------------------- |
| 2001 | 101-й километр                                           | Леонид                                                     | Леонид Марягин                                                                               |
| 2002 | Подмосковная элегия                                      | Виктор                                                     | Валерий Ахадов                                                                               |
| 2003 | Спас под берёзами                                        | Валька                                                     | Леонид Эйдлин                                                                                |
| 2004 | Граф Крестовский                                         | Тимур                                                      | Рамиз Фаталиев                                                                               |
| 2004 | Даша Васильева-2 (фильм № 5 «Эта горькая сладкая месть») | Роман Виноградов, сын Кати                                 | Анатолий Матешко                                                                             |
| 2004 | Сматывай удочки                                          | Макс                                                       | Олег Степченко                                                                               |
| 2005 | Мужской сезон: Бархатная революция                       | опер                                                       | Олег Степченко                                                                               |
| 2005 | Взять Тарантину                                          | Макс Богушев                                               | Роман Качанов                                                                                |
| 2005 | Неуправляемый занос                                      | Олег                                                       | Георгий Шенгелия                                                                             |
| 2005 | Туристы                                                  | Гера                                                       | Андрей Гриневич                                                                              |
| 2006 | Тёмный инстинкт                                          | Егор Шипов, брат Андрея                                    | Михаил Туманишвили                                                                           |
| 2006 | Сверим жизнь (короткометражный)                          | снимался                                                   | Владимир Куковякин                                                                           |
| 2006 | Клуб                                                     | Данила Орлов, сын совладельца клуба                        | Павел Бардин                                                                                 |
| 2008 | Обитаемый остров                                         | Гай Гаал                                                   | Фёдор Бондарчук                                                                              |
| 2009 | Обитаемый остров. Схватка                                | Гай Гаал                                                   | Фёдор Бондарчук                                                                              |
| 2009 | Россия 88                                                | Александр («Штык»), глава неонацистской группировки        | Павел Бардин                                                                                 |
| 2010 | Фобос. Клуб страха                                       | Майк (его страх — правда)                                  | Олег Асадулин                                                                                |
| 2010 | Гоп-стоп                                                 | Васяня                                                     | Павел Бардин                                                                                 |
| 2010 | Без права на ошибку                                      | Салех Серажетдинов («Татарин»)                             | Александр Высоковский                                                                        |
| 2011 | Охотники за бриллиантами                                 | Анатолий Бессонов, рецидивист по кличке «Бес»              | Александр Котт                                                                               |
| 2011 | ПираМММида                                               | Антон                                                      | Эльдар Салаватов                                                                             |
| 2011 | Ёлки 2                                                   | Николай Кравчук, отец Насти и брат Оли                     | Дмитрий Киселёв, Александр Баранов, Александр Котт, Леван Габриадзе                          |
| 2011 | Фантом                                                   | Антон Баткин                                               | Крис Горак                                                                                   |
| 2011 | Борис Годунов                                            | Пётр Фёдорович Басманов, воевода                           | Владимир Мирзоев                                                                             |
| 2011 | Без мужчин                                               | Николай Волков, стриптизёр                                 | Резо Гигинеишвили, Алиса Хмельницкая                                                         |
| 2011 | Собиратель пуль                                          | Сёма                                                       | Александр Вартанов                                                                           |
| 2012 | Одесса-мама                                              | Иван Новицкий                                              | Марк Горобец                                                                                 |
| 2012 | Мамы (новелла «Напарник»)                                | Антон                                                      | Алан Бадоев                                                                                  |
| 2012 | Мужчина с гарантией                                      | Виталий, менеджер торгового центра                         | Артём Аксёненко                                                                              |
| 2012 | Некуда спешить (новелла «Солярий»)                       | парашютист                                                 | Пётр Буслов                                                                                  |
| 2012 | Контракт                                                 | Морис                                                      | Владимир Мирзоев                                                                             |
| 2012 | Последний бой                                            | Андрей                                                     | Иван Шурховецкий                                                                             |
| 2013 | Сталинград                                               | Громов, капитан                                            | Фёдор Бондарчук, Дмитрий Грачёв                                                              |
| 2013 | Репетиции                                                | Фёдор Петров, актёр, друг Игоря Градского                  | Оксана Карас                                                                                 |
| 2013 | Ёлки 3                                                   | Николай Кравчук, отец Насти и брат Оли                     | Дмитрий Киселёв, Леван Габриадзе, Екатерина Телегина, Александр Котт, Александр Карпиловский |
| 2013 | Одноклассники.ru: НаCLICKай удачу                        | Лёша, студент                                              | Павел Худяков                                                                                |
| 2013 | Привычка расставаться                                    | Иван                                                       | Екатерина Телегина                                                                           |
| 2014 | Беглецы                                                  | Павел Нечаев, молодой революционер, беглый каторжник       | Рустам Мосафир, Константин Сухарьков                                                         |
| 2014 | Сердце ангела                                            | Вячеслав, сын Ильинского                                   | Илья Казанков                                                                                |
| 2014 | Территория                                               | дядя Костя                                                 | Александр Мельник                                                                            |
| 2014 | Ёлки лохматые                                            | Николай Кравчук, отец Насти                                | Максим Свешников                                                                             |
| 2014 | Иерей-Сан                                                | Пётр Ерёмин                                                | Егор Баранов                                                                                 |
| 2015 | Саранча                                                  | Артём Цыганов                                              | Егор Баранов                                                                                 |
| 2015 | Её звали Муму                                            | Гриша, лидер оппозиционной партии                          | Владимир Мирзоев                                                                             |
| 2015 | А зори здесь тихие                                       | Федот Евграфович Васков, старшина, комендант разъезда      | Ренат Давлетьяров                                                                            |
| 2015 | Родина                                                   | Макар, турист из Новосибирска                              | Пётр Буслов                                                                                  |
| 2015 | Вакантна жизнь шеф-повара                                | Андрей                                                     | Рустам Ильясов                                                                               |
| 2016 | Чистое искусство                                         | Андрей Стольский, жених Саши Гайдуковой, художник          | Ренат Давлетьяров                                                                            |
| 2016 | Ледокол                                                  | Андрей Николаевич Петров, капитан ледокола «Михаил Громов» | Николай Хомерики                                                                             |
| 2016 | Дуэлянт                                                  | Яковлев / Колычёв, бретёр, отставной офицер, подпоручик    | Алексей Мизгирёв                                                                             |
| 2016 | Город                                                    | Родион Стоцкий, оперуполномоченный милиции                 | Дмитрий Константинов, Юрий Трофимов                                                          |
| 2017 | Территория                                               | Андрей, оперуполномоченный полиции                         | Вано Бурдули                                                                                 |
| 2017 | Вы все меня бесите!                                      | Кирилл Витальевич, редактор                                | Олег Фомин                                                                                   |
| 2018 | Русалки                                                  | Матвей Кожухов                                             | Александр Кириенко                                                                           |
| 2018 | Гурзуф                                                   | Родион Стоцкий                                             | Дмитрий Константинов                                                                         |
| 2018 | Ёлки последние                                           | Николай Кравчук, отец Насти                                | Тимур Бекмамбетов, Егор Баранов, Анна Пармас, Александр Котт                                 |
| 2019 | Аванпост                                                 | Юрий                                                       | Егор Баранов                                                                                 |
| 2020 | Спутник                                                  | Константин Вешняков                                        | Егор Абраменко                                                                               |
| 2020 | МиниМакс                                                 | Максим Минаев, учёный                                      | Олег Асадулин                                                                                |
| 2020 | Перевал Дятлова                                          | Олег Костин, майор КГБ                                     | Валерий Федорович, Евгений Никишов, Павел Костомаров, Степан Гордеев                         |
| 2021 | Не лечи меня                                             | Вадим                                                      | Михаил Маралес                                                                               |
| 2021 | Лётчик                                                   | лётчик Николай Комлев (прототип — Алексей Маресьев)        | Ренат Давлетьяров                                                                            |
| 2022 | Тайна                                                    | Иван Фёдоров                                               | Мария Можар                                                                                  |
| 2022 | Один настоящий день                                      | Павел Зубов                                                | Георгий Шенгелия                                                                             |
| 2022 | Идентификация                                            | Зоман                                                      | Владлена Санду                                                                               |
| 2022 | Год культуры 2                                           | Никита Орловский                                           | Тито Калатозишвили                                                                           |
| 2023 | Ласт квест                                               | Олег                                                       | Пётр Фёдоров                                                                                 |
| 2023 | Человек ниоткуда                                         | актёр (камео)                                              | Ренат Давлетьяров                                                                            |
| 2025 | Туда                                                     | таксист Вадим                                              | Иван Петухов                                                                                 |

### Режиссёр

#### Кинофильмы, телесериалы и короткометражки
- 2005 — Через задний проход
- 2017 — Электрический ток (короткометражка)
- 2023 — Ласт квест

#### Прочее
- Per rectum
- Blood
- Robotrip
- Siberia — Bottomless Vial of Wishes
- From the Forest by Сlick-Boutique
- Race To Space — Endless Dream
- Race To Space — Is This Home (feat. Виктор Горбачёв)

### Сценарист
- 2017 — Электрический ток (короткометражка)
- 2023 — Ласт квест

### Продюсер
- 2009 — Россия 88

### Композитор
- 2017 — Электрический ток (короткометражка)
- 2023 — Ласт квест

### Монтажёр
- 2017 — Электрический ток (короткометражка)
- 2023 — Ласт квест

### Озвучивание мультфильмов
- 2015 — Крепость. Щитом и мечом — Михаил Борисович Шеин, воевода

### Дубляж
- 2009 — Пророк (Un prophète) — Малик Эль-Джебен (Тахар Рахим), реж. Жак Одиар[7]
- 2010 — Я люблю тебя, Филлип Моррис — Филлип Моррис (Юэн МакГрегор)[8]
- 2010 — Погребённый заживо (Buried) — Пол Конрой (Райан Рейнольдс), реж. Родриго Кортес[9]
- 2021 — Главный герой (Free Guy) — Парень (Райан Рейнольдс), реж. Шон Леви[10]

## Награды
| 2005 | ДЕБОШИР ФИЛЬМ — ЧИСТЫЕ ГРЁЗЫ-VIII за фильм «BLOOD» (режиссёр — Пётр Фёдоров) |
| 2006 | ДЕБОШИР ФИЛЬМ — ЧИСТЫЕ ГРЁЗЫ-IX за фильм «PER RECTUM» (режиссёр — Пётр Фёдоров) |
| 2009 | лауреат молодёжной российской независимой премии в области литературы и искусства «Триумф» за 2009 год                                                                                      |
| 2009 | GQ 2009 — актёр года |
| 2009 | Молодые люди года 2009: Номинация «Кино»: Пётр Фёдоров |
| 2010 | специальный приз Оргкомитета Премии «Снято!» за смелость и упорство, азарт и риск — за «Россию 88» (совместно с Павлом Бардиным)                                                            |
| 2010 | XI Открытый российский фестиваль кинокомедии «Улыбнись, Россия!» — премия Московского отделения Нью-Йоркской академии киноискусства в номинации «Лучшая роль» — за роль в фильме «Гоп-стоп» |
| 2010 | премия «Жорж» — приз за самый смелый фильм — «Россия 88» |
| 2011 | премия «Жорж» — приз за дублирование фильма «Погребённый заживо» |